# Tvar (časopis)

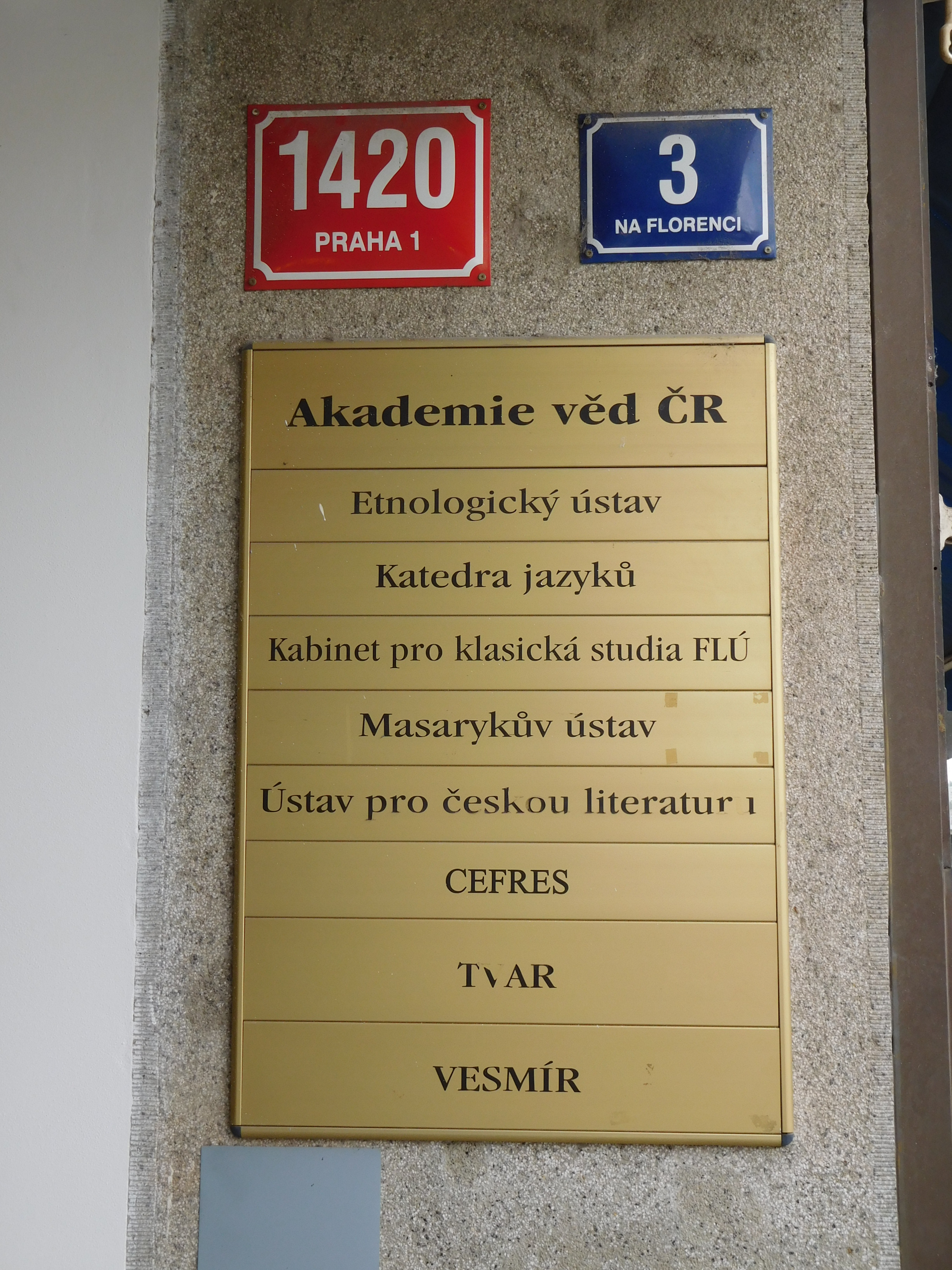
Sídlo redakce Tvaru, Praha, Na Florenci 3

Tvar je časopis novinového formátu zaměřený především na současnou českou literaturu a literární kritiku. Publikuje původní poezii a prózu, rozhovory, kulturní publicistiku, literárněvědné a literárněhistorické studie, ročně přibližně 270 recenzí knih vydaných v češtině. Časopis Tvar byl založen v roce 1990 Pavlem Janouškem a Michalem Třeštíkem. V letech 1990–1993 vycházel každý týden (52 čísel ročně), od roku 1994 každých 14 dní s výjimkou července a srpna (21 čísel ročně). Podtitul časopisu v letech 1990–1993 zněl literární týdeník, od roku 1994 se změnil na literární obtýdeník.
Za účelem vydávání Tvaru vznikl Klub přátel Tvaru. V první polovině 90. let 20. století se ukázalo, že z hlediska ekonomického i právního nejvýhodnějším vydavatelem nekomerčních časopisů jsou právě občanská sdružení. Tak kromě Klubu přátel Tvaru vznikla i Společnost pro Literární noviny, Spolek přátel vydávání časopisu Host a další.
Klub přátel Tvaru byl založen v dubnu 1993. Předsedové Klubu přátel Tvaru: Lubor Kasal (duben 1993 – prosinec 1993), Pavel Janoušek (prosinec 1993 – 2024), Viktorie Hanišová (od 2025). Členy Klubu přátel Tvaru jsou básníci, spisovatelé, literární kritici, literární vědci a redaktoři, kteří se podílejí na tvorbě časopisu.

## Rozsah časopisu
| Období             | Počet stran          |
| ------------------ | -------------------- |
| 1990 – 1991        | 16                   |
| 1992 – 1993        | 12                   |
| 1994 – červen 2005 | 24 + 8 stran přílohy |
| od září 2005       | 24                   |

## Vydavatelé
| Období                  | Vydavatel                           |
| ----------------------- | ----------------------------------- |
| 1990 – březen 1992      | nakladatelství Scéna                |
| duben 1992 – duben 1993 | Michael Třeštík                     |
| od května 1993          | občanské sdružení Klub přátel Tvaru |

## Šéfredaktoři
| Období             | Šéfredaktor     |
| ------------------ | --------------- |
| 1990 – duben 1993  | Michael Třeštík |
| květen 1993 – 2000 | Lubor Kasal     |
| 2001 – březen 2005 | Ondřej Horák    |
| duben 2005 – 2012  | Lubor Kasal     |
| 2013 – 2023        | Adam Borzič     |
| od ledna 2024      | Jan M. Heller   |

## Redakce
Od roku 1990 různě dlouhou dobu pracovali ve Tvaru tito redaktoři: Anna Cermanová, Jana Červenková, Jana Hádková, Emil Hakl, Ondřej Hanus, Wanda Heinrichová, Ondřej Horák, Pavel Janáček, Michal Jareš, Roman Kanda, Lubor Kasal, Pavel Kosatík, Naděžda Macurová, Jan Nejedlý, Eva Němcová, Věra Pašková, Gabriel Pleska, Ilona Sánchezová, Ivo Slavík, Božena Správcová, Jakub Šofar, Hana Štěpánková, Štefan Švec, Michal Škrabal.
Současná redakce: Jan M. Heller, Milan Ohnisko, Simona Martínková Racková, Vojtěch Němec, Jakub Pavlovský.